# Lee Myung-se
Lee Myung-se (* 21. August 1957 in Seoul) ist ein südkoreanischer Filmregisseur.
Er studierte am Seoul Institute of the Arts, wurde dann Drehbuchautor und Co-Regisseur bei Bae Chang-ho, nennt aber John Woo sein Vorbild.
1988 führte er selbst Regie in der erfolgreichen Komödie Gagman, deren Drehbuch er auch selbst verfasste.
Sein Film Nowhere to Hide von 1999 wurde als ästhetisch, aber handlungsarm beschrieben. Er fungierte hier erneut als Autor und Regisseur und bezieht sich bei seiner Arbeit auf die Arbeiten von John Woo. Der Film „um die verlustreiche Jagd des hart gesottenen Polizeikommissars Woo (Park Joong-hon) auf den Kontraktkiller Chang Sung-min (Ahn Sung-ki) führt den Zuschauer in eine hochgradig artifizielle Welt des mediatisierten Lebens hinein und reproduziert wie reflektiert gleichsam ironisch etablierte ästhetische Muster aus Fernsehen, Werbung und Video-Clips“ und „das pausenlos seine Genre-Grenzen neu definiert und sowohl Komödie, Thriller, Actionfilm als auch Melodrama zugleich ist. Im einen Moment noch comicartigem Slapstick verhaftet, im nächsten schon spannungsdramaturgischen Suspense offerierend, um danach auf harte Gewaltszenen zu setzen und anschließend in gefühlsbetonten Tableaus zu schwelgen, nutzt Nowhere to Hide in einem Prozess der kontinuierlichen Hybridisierung „die Möglichkeiten des Filmschaffenden nahezu vollends aus“ (Jens Niedzielski)“. Die Kritik war gespalten, „Stil über Substanz“.

## Filmographie
- 1988: Gagman
- 1990: The Dream (Ggum)
- 1990: My Love, My Bride (Naui sarang naui shinbu)
- 1993: First Love (Cheot sarang)
- 1995: Bitter and Sweet (Namjaui goerowe)
- 1996: Their Last Love Affair (Jidokhan sarang)
- 1999: Nowhere to Hide (Injeong sajeong bol geot eobtda)
- 2005: Duelist (Hyeongsa)
- 2007: M (Em)